# قرة تشناق
قرة تشناق هي قرية في مقاطعة ملكان، إيران. عدد سكان هذه القرية هو 454 في سنة 2006.